# Sedef Kabaş
Sedef Kabaş (Londra, 8 dicembre 1968) è una giornalista e presentatrice televisiva turca, apparsa dal 1997 su vari canali televisivi turchi. Nel gennaio 2022 è diventata nota a livello internazionale dopo essere stata arrestata con l'accusa di avere insultato Recep Tayyip Erdoğan in una trasmissione tv.

## Biografia
Kabaş è nata l'8 dicembre 1968 a Londra, nel Regno Unito, figlia di Mualla e Mehmet Kabaş, un gioielliere. Si è laureata in relazioni internazionali presso l'Università Boğaziçi di Istanbul nel 1992, prima di studiare negli Stati Uniti dopo aver ricevuto una borsa di studio Fulbright. Successivamente ha conseguito un master in giornalismo televisivo presso la Boston University di Boston, Massachusetts. Nel 2002, Kabaş iniziò a studiare per un dottorato all'Università di Marmara; si è laureata nel 2007 con una tesi (dal titolo: "Una valutazione qualitativa delle interviste nel contesto dei giornalisti nella stampa turca di oggi") in cui criticava il ruolo degli oratori filogovernativi che spesso apparivano all'interno dei contenuti dei media e giocavano un ruolo importante nell'influenzare il discorso pubblico.

## Carriera professionale
Nel 1992, Kabaş è stata tra i giornalisti inaugurali di Power FM, dove ha presentato i notiziari. Tra il 1995 e il 1997 ha lavorato per l'ufficio di Atlanta della CNN International, diventando la prima giornalista turca dell'organizzazione. Durante la sua permanenza alla CNN, Kabaş ha riferito sul Medio Oriente, l'Europa e il conflitto nei Balcani.
Nel 1997, Kabaş è tornata in Turchia, dove ha lavorato come giornalista per una varietà di organizzazioni, tra cui NTV, ATV, TV8 e Sky Turk. Dalla fine degli anni '90, ha ospitato la serie Portreler ("Ritratti") in cui ha intervistato importanti ospiti turchi, tra cui Cem Karaca, Ahmet Kaya, Gazanfar Özcan, Cüneyt Arkın, Tarkan, Sakıp Sabancı, Hulki Aktunç, Üzeyir Garih, Avni Arbaş, Mümtaz Soysal e Uğur Dündar. Per questa serie, Kabaş ha ricevuto nel 1999 il Diyalog Award come miglior presentatrice. Tra il 2001 e il 2011, Kabaş ha lavorato come professore in visita di giornalismo in vari istituti in Turchia, tra cui l'Università Bahçeşehir e l'Università Kadir Has. Tra il 2001 e il 2011 ha tenuto corsi di relazioni con i media, dizione, voce efficace e linguaggio del corpo, capacità di presentazione, tecniche di cronaca e scrittura efficace di notizie.
Tra il 2005 e il 2016, Kabaş ha pubblicato sei libri.  Inoltre ha ospitato il programma letterario Sesli Düşünenler, iniziato su NTV e successivamente trasmesso su TV8 e Sky Turk.

### Arresto nel 2015
Nel 2015, Kabaş è stata arrestata e processata con l'accusa relativa ad articoli e post sui social media che ha pubblicato su Twitter in merito allo scandalo di corruzione del 2013 in Turchia.  Alla fine è stata assolta dalle accuse.

### Azione legale nel 2019
Nel 2019, Kabaş è stata accusata di aver insultato il presidente a seguito di commenti fatti durante un'apparizione televisiva; ha ricevuto una pena detentiva sospesa di 11 mesi.

### Arresto del gennaio 2022
Kabaş ha rilasciato una dichiarazione il 14 gennaio 2022, durante un'apparizione su Demokrasi Arenası a Tele1. Il giornalista e presentatore Uğur Dündar era accompagnato dal vicepresidente del Partito popolare repubblicano (CHP) Engin Özkoç, dal membro del parlamento del CHP Aykut Erdoğdu e dalla stessa Kabaş. Durante il programma il presidente Erdoğan è stato oggetto della loro discussione politica. Prima delle sue parole, poi criticate, ha detto: "C'è un proverbio molto famoso che dice che una testa coronata diventa più saggia. Ma vediamo che non è vero" (turco: Taçlanan baş akıllanır).
Subito dopo questo proverbio turco, Kabaş ha citato un proverbio circasso in cui si dice: "Un toro non diventa re solo entrando nel palazzo, ma il palazzo diventa un fienile" (turco: öküz saraya çıkınca kral olmaz, ama saray ahır olur), che è stato percepito come riferito al presidente turco, Recep Tayyip Erdoğan; Kabaş ha successivamente pubblicato la citazione sul suo account Twitter.
Il 22 gennaio, è stata arrestata in un hotel a Istanbul con l'accusa di aver insultato il presidente, e successivamente un giudice le ha ordinato di essere incarcerata fino alla data del processo.  Il portavoce di Erdoğan, Fahrettin Altun, ha definito i commenti come "irresponsabili" e ha accusato Kabaş di "diffondere odio" su Twitter.  Il direttore di Tele1, Merdan Yanardağ, ha etichettato l'arresto di Kabaş come "inaccettabile" e un tentativo del governo di "intimidire i giornalisti, i media e la società".  Se incriminata, Kabaş rischia una pena detentiva da uno a quattro anni.
Detenuta nella prigione femminile di Bakırköy a Istanbul, il 27 gennaio il suo avvocato ha dichiarato di aver presentato una denuncia penale per suo conto contro il ministro della Giustizia, Abdülhamit Gül, dopo che si era espresso a favore dell'arresto di Kabaş.
Durante un'intervista a NTV il 27 gennaio, Erdoğan ha commentato l'arresto di Kabaş, affermando che "paragonare il centro amministrativo della Repubblica di Turchia a un porcile, che chiamiamo la casa della nazione, è un insulto al nostro amato popolo". Ha aggiunto che le accuse mosse contro Kabaş non avevano "nulla a che fare con la libertà di espressione".
L'arresto di Kabaş ha ricevuto l'attenzione della stampa internazionale, anche da BBC, The Guardian e CNN. Il 24 gennaio 2022, l'Alto Consiglio della radio e della televisione turca ha emesso nei confronti di Tele1 una multa del 5% sulle entrate e un divieto di trasmissione di cinque giorni a seguito di un'inchiesta sulla loro decisione di trasmettere i commenti di Kabaş; un'ulteriore multa del 3% è stata emessa dopo che il giornalista di Tele1, Uğur Dündar ha criticato questa decisione.
Il 1º febbraio 2022, 27 gruppi internazionali hanno scritto una lettera aperta chiedendo al governo turco di rilasciare Kabaş e di porre fine alle molestie giudiziarie nei confronti dei media indipendenti. I firmatari includevano l'International Press Institute, l'Associazione dei giornalisti europei, il Centro europeo per la libertà di stampa e dei media e Freedom House. L'8 febbraio, Erdoğan ha intentato una causa civile contro Kabaş chiedendo 250.000 lire (circa 18.400 dollari) di risarcimento per diffamazione.
L'11 marzo 2022, Kabaş ha partecipato alla sua prima udienza presso il 36° tribunale penale di primo grado di Istanbul. Il tribunale l'ha assolta dall'accusa di oltraggio a pubblico ufficiale, le ha emesso la sospensione condizionale della pena per oltraggio al presidente dopo averla condannata a 2 anni e 4 mesi e ne ha disposto l'immediato rilascio.

## Vita privata
Sposata con Rıdvan Twentybesoglu, ha un figlio, Yavuz (nato nel 2010).